# Confederació Brasilera de Futbol
El futbol brasiler és dirigit per la Confederació Brasilera de Futbol (CBF) (en portuguès: Confederação Brasileira de Futebol). És membre de la FIFA i és membre de la CONMEBOL.
La Confederació Brasilera de Futbol va ser fundada el 20 d'agost de 1914 amb el nom de Confederação Brasileira de Desportos (CBD). El seu primer president fou Álvaro Zamith. És l'encarregada d'organitzar les competicions brasileres de futbol de caràcter nacional, com el campionat brasiler de futbol o la Copa do Brasil. Per sota té un munt de federacions estatals encarregades d'organitzar els campionats estatals. També controla la selecció brasilera de futbol, tant masculina com femenina. Té la seu al barri de Barra da Tijuca a la ciutat de Rio de Janeiro.

## Presidents
- Álvaro Zamith (1915 - 1916)
- Arnaldo Guinle (1916 - 1920)
- Ariovisto de Almeida Rego (1920 - 1921)
- Oswaldo Gomes (1921 - 1924)
- Ariovisto de Almeida Rego (1924 - 1924)
- Wladimir Bernades (1924 - 1924)
- Oscar Rodrigues da Costa (1924 - 1927)
- Renato Pacheco (1927 - 1933)
- Álvaro Catão (1933 - 1936)
- Luiz Aranha (1936 - 1943)
- Rivadávia Correa Meyer (1943 - 1955)
- Sylvio Correa Pacheco (1955 - 1958)
- João Havelange (1958 - 1975)
- Heleno de Barros Nunes (1975 - 1980)
- Giulite Coutinho (1980 - 1986)
- Otávio Pinto Guimarães (1986 - 1989)
- Ricardo Terra Teixeira (1989 - 2012)
- José Maria Marin (2012 - 2015)
- Marco Polo del Nero (2015 - 2017)
- Antonio Carlos Nunes de Lima (2017 - 2019)
- Rogério Langanke Caboclo (2019 - 2023)